# Spoorwegen in Spanje
Het spoorsysteem in Spanje bestaat uit een uitgebreid netwerk van ruim 17.000 kilometer spoor, verdeeld over tien spoorbreedtes, waarvan drie spoorbreedtes relevant zijn over langere afstand. Naast de vroegere monopolist Renfe zijn er verschillende andere vervoerders actief op delen van het spoorwegnetwerk, zowel voor reizigers als voor goederen.

## Spoorinfrastructuur

### Spoorbreedtes
De spoorinfrastructuur in Spanje is meer dan vergelijkbare Europese landen gekenmerkt door een opsplitsing van grote delen van het spoorwegnet in verschillende spoorbreedtes. Daardoor kent Spanje, in tegenstelling tot andere Europese landen, een vrij strikte scheiding tussen het hogesnelheidsnet (normaalspoor) en het klassieke spoorwegnet (breedspoor). De meeste treindiensten en vervoerders rijden ofwel op het ene ofwel op het andere net, met enkele omspoorbare uitzonderingen.

#### Iberisch breedspoor
Spanje koos initieel voor een spoorwijdte van 6 Castiliaanse voet oftewel 2 Spaanse vara (1672 mm). Bij die keuze speelde het bergachtige Spaanse landschap mee, waarin breedspoor krachtigere locomotieven mogelijk maakte. In 1952 besloten Spanje en Portugal om samen gefaseerd over te stappen op een spoorwijdte van 1668 mm, aangeduid als het Iberisch breedspoor.
Deze historische keuze maakt dat er bij treinvervoer over de Pyreneeën aan de grens in veel gevallen van trein gewisseld moet worden of (tegenwoordig enkel bij goederen) de trein moet worden omgespoord. Dit gebeurt aan de oceaanzijde in de stations Hendaye (Frankrijk) en Irun (Spanje), en aan de Middellandse Zee in de stations Portbou en Cerbère.
De metro van Barcelona kent naast normaalspoorlijnen en meterspoorlijnen ook een metrolijn, lijn 1, met Iberisch breedspoor.

#### Normaalspoor

##### Hogesnelheidsnet
Bij de aanleg van de hogesnelheidslijnen kozen Spanje (en de Europese Unie) om systematisch deze nieuwe lijnen aan te leggen als normaalspoor met een elektrificering op 25 kV wisselspanning (50 Hz) bovenleidingsspanning, met andere woorden niet de historische Spaanse maar wel de Franse en West-Europese standaarden voor hogesnelheidslijnen. Hierdoor kunnen de hogesnelheidstreinen niet op het Spaanse breedspoornet rijden, maar is het Spaanse hogesnelheidsnet wel aangesloten op het spoornet van de rest van West-Europa. Vanuit Madrid en Barcelona rijden hogesnelheidstreinen naar Frankrijk. Sommige binnenlandse hogesnelheidstreinen worden omgespoord bij omsporingstations zodat deze door kunnen rijden naar/van het breedspoornet.
Spanje heeft Frankrijk ingehaald als Europees land met het langste hogesnelheidsnet, en is wereldwijd tweede. Op dit grote hogesnelheidsnet blijft echter veel capaciteit ongebruikt.

##### Goederenlijnen op normaalspoor
Vanuit de haven van Barcelona kunnen goederentreinen op normaalspoor naar Frankrijk en verder naar het noorden rijden. Er zijn plannen om deze normaalspoorverbinding voor goederen door te trekken naar Tarragona.

#### Smalspoor
In Spanje werden alle metersporige lijnen tussen 1972 en 31 december 2012 geëxploiteerd door de FEVE, de nationale smalspoorwegmaatschappij. Daarna werd het netwerk organisatorisch opgesplitst. In Bilbao zijn de exploitatiegebieden van Euskotren (181 kilometer) en Renfe Cercanías AM (1192 kilometer) met elkaar verbonden. en samen vormen deze lijnen in Noord-Spanje het grootste meterspoornet van Europa. Het is daarmee technisch mogelijk om vanaf de Franse grens bij Hendaye tot Ferrol over smalspoor te rijden. De lijn Bilbao – León is eveneens een lange lijn, en is heropend voor reizigerstreinen. Ook de Ferrocarrils de la Generalitat de Catalunya rond Barcelona en de Ferrocarrils de la Generalitat Valenciana rond Valencia exploiteren regionale metersporige lijnen.

#### Andere spoorbreedtes
De metro van Madrid heeft een ongebruikelijke (breed)spoorwijdte van 1445 millimeter.

### Infrastructuurbeheerder
De spoorwegbeheerder van het grootste deel van het spoorwegnet is Administrador de Infraestructuras Ferroviarias. De geregionaliseerde smalspoorlijnen worden beheerd door regionale spoorwegbeheerders zoals het Baskische Euskal Trenbide Sarea (Red Ferroviaria Vasca).

## Reizigersvervoerders (trein)
- Renfe Operadora: in heel Spanje, zowel op breed-, normaal-, als smalspoor (Cercanías AM)
- Euskotren: op smalspoorlijnen in het Baskenland
- Ferrocarrils de la Generalitat de Catalunya, op smalspoorlijnen in Catalonië
- Ferrocarrils de la Generalitat Valenciana, op smalspoorlijnen in de regio Valencia
- Serveis Ferroviaris de Mallorca (SFM) en Ferrocarril de Sóller (FS), op smalspoorlijnen op Mallorca

### Vervoerders op het hogesnelheidsnet
Naast de verschillende merken van Renfe, rijden er sinds de openstelling voor concurrentie in 2020 ook nieuwe vervoerders op het Spaanse normaalsporige hogesnelheidsnet:
- Iryo, merk van Intermodalidad de Levante SA (Ilsa) (met als aandeelhouders de Italiaanse spoorvervoerder Trenitalia en luchtvaartmaatschappij Air Nostrum), dat met Frecciarossa 1000-treinstellen rijdt.
- De Franse spoorvervoerder SNCF Voyageurs heeft een pakket verkregen met vijf retourritten per dag tussen Madrid en Barcelona, vijf tussen Madrid en de regio Valencia en vijf tussen Madrid en Andalusië.[7] Zij exploiteert deze lijnen onder de merknaam Ouigo España met aangepaste TGV 2N2 Euroduplex-treinen.[8][9]

## Metro
Een volwaardige metro is er in drie Spaanse steden: de grootste in Barcelona en Madrid, en verder in Bilbao. Sevilla, 
Valencia en Palma de Mallorca hebben een lichte metro. Málaga een semimetro.